# Andrej Bachvalov
Andrej Bachvalov (Russisch: Андрей Бахвалов) (Moskou, 13 april 1963) is een voormalig Russisch schaatser. Bachvalov was gespecialiseerd op de sprint afstanden 500 meter en 1000 meter.

## Persoonlijke records
| Afstand    | Tijd    | Datum            | Baan  |
| ---------- | ------- | ---------------- | ----- |
| 500 meter  | 36,41   | 16 december 1988 | Medeo |
| 1000 meter | 1.12,31 | 26 maart 1987    | Medeo |
| 1500 meter | 1.52,70 | 27 maart 1987    | Medeo |

## Resultaten
| Jaar | Olympische Spelen  | WK Sprint |
| ---- | ------------------ | --------- |
| 1985 |                    | 32e       |
| 1986 |                    | -         |
| 1987 |                    | 5e        |
| 1988 | 11e 1000m          | 4e        |
| 1989 |                    | Brons     |
| 1990 |                    | Zilver    |
| 1991 |                    | 7e        |
| 1992 | 25e 1000m          | -         |
| 1993 |                    | -         |
| 1994 | 16e 500m 26e 1000m | 21e       |

- = geen deelname

### Medaillespiegel
| Kampioenschap     | Goud | Zilver | brons |
| ----------------- | ---- | ------ | ----- |
| Olympische Spelen | 0    | 0      | 0     |
| WK Sprint         | 0    | 1      | 1     |